# Kaltenborn (Kraftsdorf)
Kaltenborn ist ein Ortsteil von Kraftsdorf im Landkreis Greiz in Thüringen.

## Geografie
Das kleine Dorf Kaltenborn liegt etwas abseits der größeren Verkehrsadern in einem von Feldern und Wäldern umgebenen Tal mit einer Fläche von 262 Hektar. Von dem Käseberg, der in 345 Meter Höhe über NN liegt, kann man bei guter Sicht bis zum Erzgebirge schauen.

## Geschichte
Das Dorf wurde am 8. Dezember 1283 erstmals urkundlich erwähnt.